# 아르보바이러스
아르보바이러스(Arbovirus)는 절지동물 매개체에 의해 전이되는 모든 바이러스를 총칭하는 비공식 명칭이다. 이 용어는 arthropod-borne virus에서 비롯되었다. 티보바이러스(tibovirus, tick-borne virus)라는 용어가 진드기에 의해 전이되는 바이러스를 설명하기 위해 사용된다. 아르보바이러스는 인간을 포함한 동물과 식물에 모두 영향을 줄 수 있다. 인간의 경우 아르보바이러스 감염의 증상은 일반적으로 바이러스에 노출 후 3~15일 이내에 발생하며 3~4일 지속된다. 가장 흔한 임상적 감염 특징은 발열, 두통, 정서적 불안이지만 뇌염과 바이러스성 출혈열이 발생할 수도 있다.